# Chùa Từ Đàm
Chùa Từ Đàm là một ngôi chùa cổ danh tiếng ở Huế, chùa hiện tọa lạc tại số 1 đường Sư Liễu Quán, thuộc phường Trường An, quận Thuận Hóa, thành phố Huế, Việt Nam.

## Lịch sử
Chùa do Thiền sư Minh Hoằng - Tử Dung khai sơn vào khoảng cuối thế kỉ XVII, và sau đó được đặt tên là chùa Ấn Tôn (印宗寺, hay Tông), với ý nghĩa là "lấy sự truyền tâm làm tông chỉ".
Năm 1702, nhà sư Liễu Quán (về sau cũng là một cao tăng) đến chùa, xin tham học với Thiền sư Minh Hoằng - Tử Dung
Năm 1703, Thiền sư Minh Hoằng - Tử Dung cho trùng tu chùa. Cũng trong năm này, chúa Nguyễn Phúc Chu ban cho chùa tấm biển Sắc Tứ Ấn Tôn Tự. Sau khi Sư viên tịch, theo lời phó chúc, học trò của Sư là Thiền sư Thiệt Vinh - Bửu Hạnh làm Trụ trì chùa.
Năm 1802, nhà Tây Sơn bị đánh đổ. Khi ấy, vì thời gian và vì chiến tranh, chùa Ấn Tôn bị hư hại nặng như nhiều ngôi chùa khác trong vùng . Tuy nhiên, mãi đến năm Gia Long thứ 12 (1813), Thiền sư Đạo Trung - Trọng Nghĩa mới có thể tổ chức trùng tu chùa.
Năm 1841, vua Thiệu Trị đổi tên chùa Ấn Tôn thành Từ Đàm-慈曇寺 (do kỵ húy tên vua là Miên Tông) , với ý nghĩa là "đám mây lành của Phật pháp" .
Năm Thành Thái thứ 9 (1897), nhà vua cho mở đường lên đàn Nam Giao. Vì đường này đi xuyên qua khuôn viên chùa Từ Đàm, nên vua ban lệnh cho Trụ trì là Thiền sư Thanh Hiệp - Tường Vân dời 5 bảo tháp chứa di cốt của chư Tổ sang khuôn viên chùa Báo Quốc ở gần đó. Có lẽ nhân dịp này, vị Trụ trì ấy lại cho trùng tu chùa .
Từ những năm 1920 trở về sau, phong trào chấn hưng Phật giáo Việt Nam được phát triển ở cả ba miền. Trong quãng thời gian ấy, chùa Từ Đàm là trung tâm của phong trào Chấn hưng Phật giáo Trung Kỳ.
Năm 1932, An Nam Phật học hội (sau đổi lại là Hội Phật học Trung Việt) thành lập tại Huế...Đến năm 1936, chư sơn môn phái Lâm Tế đồng thuận giao chùa Từ Đàm cho hội ấy để làm nơi thờ phụng và làm trụ sở của hội.
Ngày 18 tháng 12 năm 1938, Tỉnh hội Phật học Thừa Thiên cho đại trùng tu chùa Từ Đàm, đồng thời cho đúc pho tượng Phật Thích Ca cùng các pháp khí để tôn trí trong chánh điện, đến năm 1940 thì hoàn tất. Các hạng mục khác như giảng đường, nhà tăng và một số nhà làm việc của Tỉnh hội cũng được xây dựng trong quãng thời gian ấy.
Năm 1943, Gia đình Phật Hóa Phổ ra đời; đến năm 1951, đổi thành Gia đình Phật tử, và đặt trụ sở tại chùa Từ Đàm.
Năm 1951, Đại hội thành lập Tổng Hội Phật giáo Việt Nam đã diễn ra tại chùa.
Năm 1951, Hội nghị thành lập Hội Phật giáo Việt Nam (gồm 51 đại biểu của 6 tập đoàn Tăng già và cư sĩ ở ba miền) cũng đã tổ chức tại đây. Khi đó, Hội cũng đã phê chuẩn việc Hòa thượng Tố Liên thay mặt Hội ký tên gia nhập Hội Phật giáo thế giới.
Vào những năm 1960, chùa Từ Đàm là trung tâm của các hoạt động đấu tranh chống lại chính sách tôn giáo dưới thời của Tổng thống Ngô Đình Diệm.
Hiện nay, tại chùa có đặt Văn phòng Ban Trị sự Phật giáo thành phố Huế.

## Kiến trúc

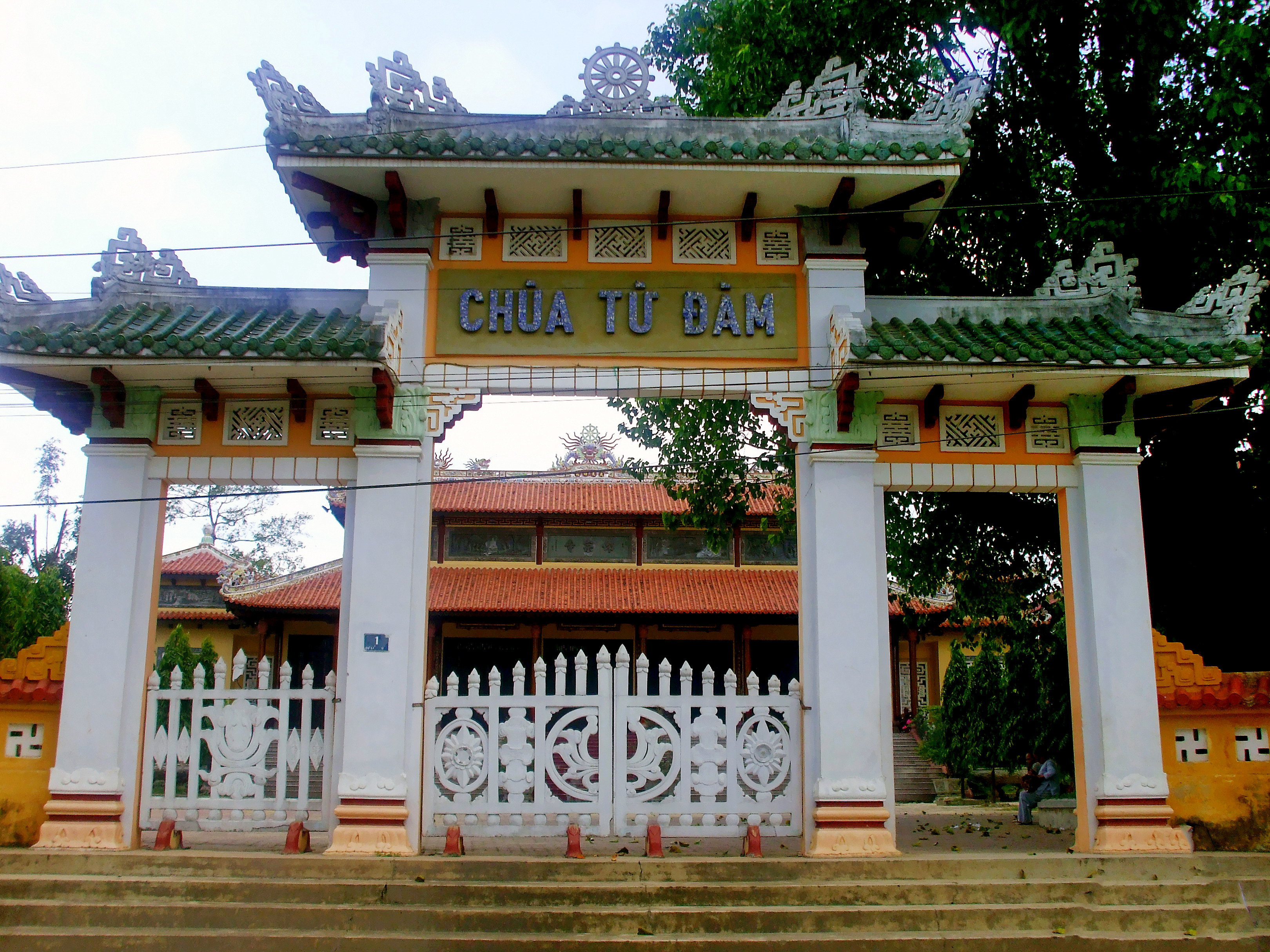
Cổng chùa Từ Đàm

Ban đầu, chùa Từ Đàm chỉ là tịnh thất nhỏ làm bằng cây lá, sau nhiều lần trùng tu mới có diện mạo như ngày nay.
Cổng tam quan được xây dựng năm 1965 (ảnh 2). Bên phải sân (từ cổng nhìn vào) là cội bồ đề có nguồn từ cây bồ đề ở Bồ Đề Đạo Tràng tại Ấn Độ (tức nơi Phật Thích Ca thành đạo).
Ngôi chính điện chùa cũ gồm ba gian, lợp ngói, rộng 7,4 m, dài 18 m, và mặt tiền ngó về hướng Đông Nam . 
Đến ngày 4 tháng 7 năm 2006, chùa đã tổ chức tái thiết ngôi chánh điện, và khánh thành vào sáng ngày 30 tháng 3 năm 2010. Công trình mới có chiều dài 42 m, chiều ngang 35,9 m, gồm hai phần (dưới là tầng hầm làm hội trường, trên là ngôi chánh điện), được kiến trúc theo mô hình trùng thiềm điệp ốc, gồm ba gian hai chái, và hai bện có lầu chuông, lầu trống. Đây là kiểu kiến trúc truyền thống của chùa Huế (ảnh 1). Sau đó, Đại lễ An vị Phật đã được tổ chức trọng thể vào ngày rằm tháng 11 năm Đinh Hợi (24 tháng 12 năm 2007).
Phía bên phải chánh điện là nhà khách và phòng Tăng. Trước nhà khách là một vườn hoa nhỏ. Ở giữa vườn có tượng bán thân (bằng thạch cao trắng) của cư sĩ Tâm Minh, là người có nhiều công lao với chùa, với phong trào phục hưng và phát triển Phật giáo Trung Việt.

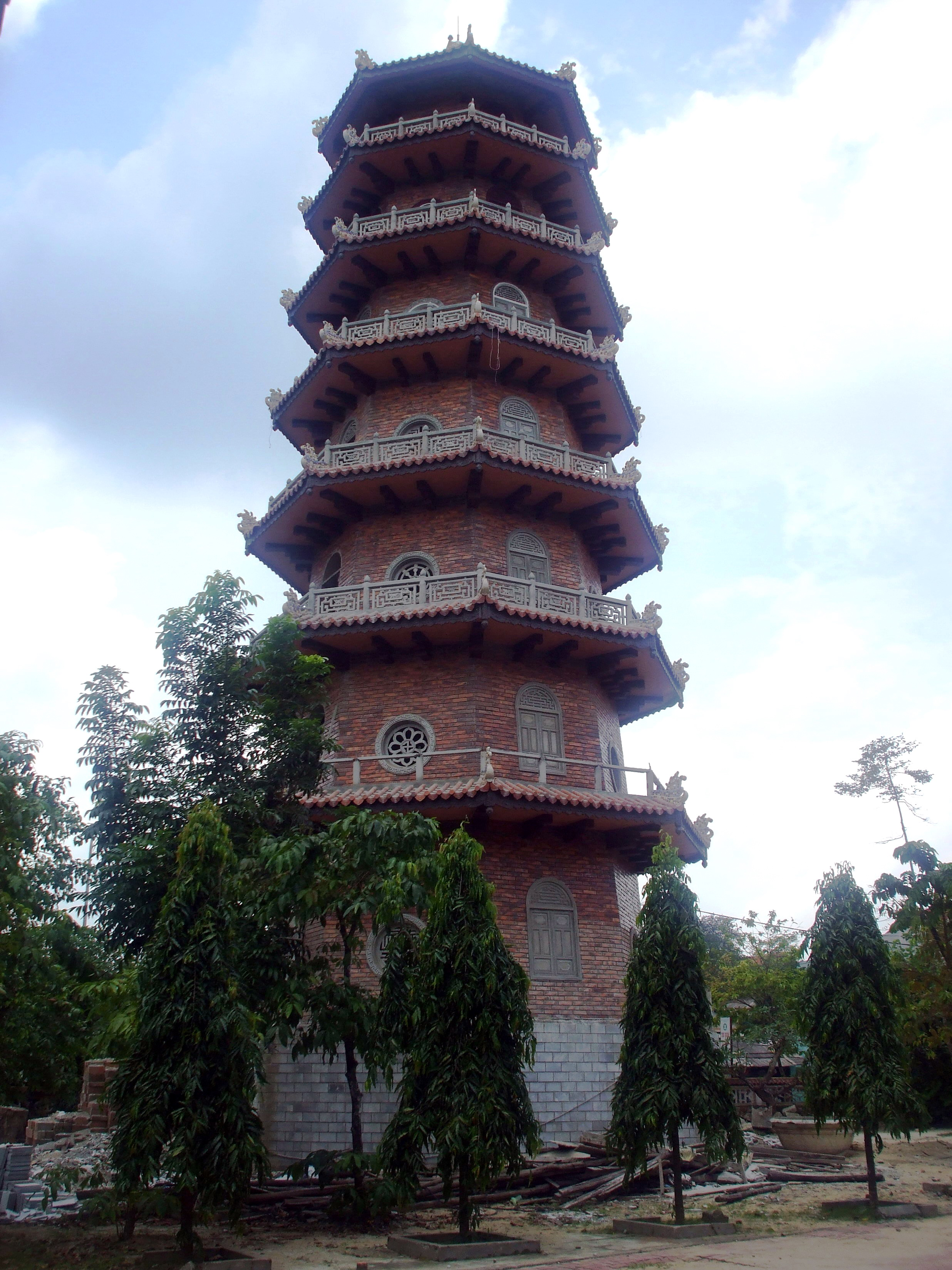
Tháp 7 tầng ở sân chùa (ảnh chụp cuối năm 2009, lúc tháp đang xây dựng)

Ngày 6 tháng 1 năm Mậu Tý (12 tháng 2 năm 2008), tháp Ấn Tôn 7 tầng (mỗi tầng thờ một tượng Phật bằng đồng) cao 27 m (ảnh 3) cũng được khởi công xây dựng ở sân chùa (từ cổng nhìn vào ở phía trái), và khánh thành ngày rằm tháng 2 năm Canh Dần (30 tháng 3 năm 2010) .
Ngoài ra, phía bên phải sân chùa (từ cổng nhìn vào) là Hội quán rộng lớn, gồm 10 gian phòng, cao 2 tầng. Tầng dưới của Hội quán hiện được dùng làm Văn phòng Ban Trị sự Phật giáo thành phố Huế.

## Bài trí
Điện Phật trong chính điện được bài trí tôn nghiêm, nhưng đơn giản. Chính giữa chỉ thờ duy nhất một tượng Phật Thích Ca, hai bên có phù điêu hai vị Bồ tát là Văn Thù và Phổ Hiền. Phía trên chánh điện có treo tấm biển sơn son thiếp vàng đề ba chữ Hán: "Ấn Tông Tự". Hai bên tấm biển này là cặp câu đối cũng sơn son thiếp vàng. Ngoài ra, ở ngoài hiên chùa còn có cặp đối của nhà yêu nước Phan Bội Châu và của cư sĩ Tâm Minh (bác sĩ Lê Đình Thám).